# Fotbal Club Dinamo 1948 București 2025-2026
Questa voce raccoglie le informazioni riguardanti il Fotbal Club Dinamo 1948 București nelle competizioni ufficiali della stagione 2025-2026.

## Stagione
Nella stagione 2025-2026 la Dinamo Bucarest disputa il campionato di Liga I, dopo il sesto posto della stagione precedente.
Nel mese di luglio, per via della continua indisponibilità dello Stadio Dinamo, la società ha annunciato che disputerà le sue partite casalinghe allo Stadio Arcul de Triumf e all'Arena Națională.

## Divise e sponsor
Lo sponsor tecnico per la stagione 2025-2026 è Puma, mentre il main sponsor è Superbet.
| Casa | Trasferta | Terza divisa |

## Organigramma societario
Area direttiva
- Presidente del CdA: Andrei Nicolescu

Area organizzativa
- Direttore marketing e commerciale: Romeo Bănică
- Gestione vendite e partenariati: Alexandru Badea
- Gestione merchandising: Alexandru Marin
- Direttore operazionale: Dragoș Petcu
- Dipartimento legale: Daniel Dragoș
- Logistica e amministrazione: George Bozieru, Aurelien Chevaliere
- Ordine e sicurezza: Cristea Cojocaru
- Ufficiale matchday: Adrian Dumitrescu
- Manager centro sportivo di Săftica: Alexandru Bibu
- Office Manager e assistente del CdA: Adriana Mărgean
- Delegato FRF/LPF: Petre Virgil Vucea
- Direttore finanziario: Dan Gătaiantu
- Contabilità: Doinița Stoica, Dana Scocioreanu
- Direttore IT e Project management: Cătălin Pantilimonescu
- Magazziniere: Emilian George Stanciu

Area comunicazione
- Ufficio stampa: Daniela Timofti
- 48TV: Ștefan Stiucă
- Community manager: Bogdan Alecu

Area sportiva
- Direttore sportivo: Cosmin Mihalescu
- Head of scouting: Ștefan Zarnica
- Direttore del settore giovanile: Marius Dulca
- Team manager: Petre Sabin Ghiță
- Delegato: Petre Virgil Vucea

Area tecnica
- Allenatore: Željko Kopić
- Allenatori in seconda: Florentin Petre, George Adrian Marcu
- Preparatori atletici: Mădălin Udrea, Francisco Antonio Sabier Perez
- Allenatore dei portieri: Mihai Nădăban
- Mental coach: Wilfried Moke

Area sanitaria
- Massaggiatori: Bogdan Ionescu, Andrei Brăteanu,
- Fisioterapisti: Dumitru Bzovii
- Medico sociale: Dan Wanya-Crîngu

## Rosa
Rosa e numerazione aggiornate al 5 agosto 2025.
| N. |                       | Ruolo | Calciatore                |
| -- | --------------------- | ----- | ------------------------- |
| 1  | Camerun (bandiera)    | P     | Devis Epassy              |
| 3  | Romania (bandiera)    | D     | Raul Opruț                |
| 4  | Togo (bandiera)       | D     | Kennedy Boateng           |
| 5  | Romania (bandiera)    | D     | Răzvan Pașcalău           |
| 6  | Romania (bandiera)    | D     | Cristian Licsandru        |
| 7  | Romania (bandiera)    | C     | Alexandru Musi            |
| 8  | Francia (bandiera)    | C     | Eddy Gnahoré              |
| 9  | Francia (bandiera)    | A     | Mamoudou Karamoko         |
| 10 | Romania (bandiera)    | C     | Cătălin Cîrjan (capitano) |
| 13 | Romania (bandiera)    | D     | Alexandru-Simion Tabuncic |
| 15 | Israele (bandiera)    | D     | Nikita Stoinov            |
| 16 | Romania (bandiera)    | P     | Alexandru Stoian          |
| 17 | Bulgaria (bandiera)   | C     | Georgi Milanov            |
| 18 | Croazia (bandiera)    | A     | Stipe Perica              |
| 19 | Madagascar (bandiera) | C     | Hakim Abdallah            |
| 20 | Romania (bandiera)    | D     | Antonio Bordușanu         |

| N. |                         | Ruolo | Calciatore           |
| -- | ----------------------- | ----- | -------------------- |
| 21 | Romania (bandiera)      | C     | Cristian Mihai       |
| 22 | Romania (bandiera)      | C     | Casian Soare         |
| 23 | Cipro (bandiera)        | C     | Charalampos Kyriakou |
| 24 | Romania (bandiera)      | C     | Adrian Caragea       |
| 27 | RD del Congo (bandiera) | D     | Maxime Sivis         |
| 29 | Spagna (bandiera)       | C     | Alberto Soro         |
| 32 | RD del Congo (bandiera) | D     | Jordan Ikoko         |
| 39 | Romania (bandiera)      | P     | Yanis Găgeatu        |
| 48 | Romania (bandiera)      | A     | Luca Bărbulescu      |
| 73 | Romania (bandiera)      | P     | Alexandru Roșca      |
| 77 | Scozia (bandiera)       | C     | Daniel Armstrong     |
| 80 | Romania (bandiera)      | A     | Andrei Ionică        |
| 90 | Romania (bandiera)      | C     | Andrei Mărginean     |
| 91 | Romania (bandiera)      | P     | Denis Oncescu        |
| 99 | Romania (bandiera)      | A     | Alexandru Pop        |

## Calciomercato

### Sessione estiva(dall'1/7 al 30/9)
| Acquisti         | Acquisti                  | Acquisti           | Acquisti      |
| R.               | Nome                      | da                 | Modalità      |
| ---------------- | ------------------------- | ------------------ | ------------- |
| P                | Devis Epassy              | Karmiōtissa        | definitivo    |
| P                | Yanis Găgeatu             | Univ. Craiova      | svincolato    |
| D                | Jordan Ikoko              | Omonia 29 Maiou    | svincolato    |
| D                | Raul Opruț                | Kortrijk           | definitivo    |
| D                | Nikita Stoinov            | Maccabi Natanya    | definitivo    |
| C                | Daniel Armstrong          | Kilmarnock         | svincolato    |
| C                | Charalampos Kyriakou      | Apollon Limassol   | svincolato    |
| C                | Andrei Mărginean          | Sassuolo           | definitivo    |
| C                | Cristian Mihai            | UTA Arad           | definitivo    |
| C                | Alexandru Musi            | FCSB               | definitivo    |
| C                | Alberto Soro              | Chaves             | fine prestito |
| A                | Mamoudou Karamoko         | FC Copenaghen      | svincolato    |
| Altre operazioni |                           |                    |               |
| R.               | Nome                      | da                 | Modalità      |
| P                | Codruț Sandu              | Rapid Bucarest     | svincolato    |
| D                | Alexandru Serafim         | SCM Râmnicu Vâlcea | fine prestito |
| D                | Alexandru-Simion Tabuncic | Rapid Bucarest     | svincolato    |
| C                | Cristian Ionescu          | CS Blejoi          | fine prestito |
| C                | Godwin Udosen             | Afumați            | fine prestito |
| A                | Luca Bărbulescu           |                    | svincolato    |
| A                | Valentin Dumitrache       | Afumați            | fine prestito |
| A                | Vadym Kyrychenko          | UTA Arad           | svincolato    |

| Cessioni         | Cessioni            | Cessioni           | Cessioni   |
| R.               | Nome                | a                  | Modalità   |
| ---------------- | ------------------- | ------------------ | ---------- |
| P                | Adnan Golubović     | Ballkani           | svincolato |
| D                | Cristian Costin     | Neftçi Baku        | svincolato |
| D                | Josué Homawoo       | Standard Liegi     | svincolato |
| D                | Antonio Luna        | Antequera          | svincolato |
| C                | Hakim Abdallah      | UTA Arad           | svincolato |
| C                | Petru Neagu         |                    | svincolato |
| C                | Patrick Olsen       | Horsens            | definitivo |
| A                | Dennis Politic      | FCSB               | definitivo |
| A                | Raul Rotund         | Unirea Slobozia    | prestito   |
| A                | Astrit Selmani      | Shaanxi Union      | svincolato |
| Altre operazioni |                     |                    |            |
| R.               | Nome                | a                  | Modalità   |
| P                | Codruț Sandu        | Corvinul Hunedoara | prestito   |
| D                | Alexandru Serafim   | Dunărea Călărași   | prestito   |
| A                | Valentin Dumitrache | Metalul Buzău      | prestito   |

## Risultati

### Liga I

#### Prima fase

##### Girone di andata
| Arbitro: | Rareș Vidican |

|                          |           |                      |
| Sivis 2’ (aut.) Bödő 11’ | Marcatori | 16’ Musi 43’ Gnahoré |

| Bucarest 21 luglio 2025, ore 20:30 EEST 2ª giornata | Dinamo Bucarest | 0 – 0 referto | Botoșani | Stadio Arcul de Triumf (6 800 spett.)\| Arbitro: \| Sorin Vădana \| |
| Arbitro:                                            | Sorin Vădana    |               |          |                                                                     |

| Arbitro: | Szabolcs Kovacs |

|                       |           |           |
| Paulinho 18’ Kazu 62’ | Marcatori | 49’ Sivis |

| Arbitro: | Horațiu Feșnic |

|                                                  |           |                                      |
| Musi 34’ Armstrong 45+4’ (rig.), 56’ (rig.), 79’ | Marcatori | 19’ (rig.), 50’, 90+1’ (rig.) Tănase |

| Arbitro: | Cristian Moldoveanu |

|  |           |            |
|  | Marcatori | 15’ Cîrjan |

| Arbitro: | Sebastian Colțescu |

|              |           |              |
| Karamoko 59’ | Marcatori | 33’ Abdallah |

| Cluj-Napoca 23 agosto 2025, ore 17:00 EEST 7ª giornata | U Cluj | – referto | Dinamo Bucarest | Cluj Arena |

| Bucarest 30 agosto 2025, ore 17:00 EEST 8ª giornata | Dinamo Bucarest | – referto | Hermannstadt | Stadio Arcul de Triumf |

| Ploiești 13 settembre 2025, ore 17:00 EEST 9ª giornata | Petrolul Ploiești | – referto | Dinamo Bucarest | Stadio Ilie Oană |

| Bucarest 20 settembre 2025, ore 17:00 EEST 10ª giornata | Dinamo Bucarest | – referto | Farul Costanza | Stadio Arcul de Triumf |

| Craiova 27 settembre 2025, ore 17:00 EEST 11ª giornata | U Craiova | – referto | Dinamo Bucarest | Stadio Ion Oblemenco |

| 4 ottobre 2025, ore 17:00 EEST 12ª giornata | Unirea Slobozia | – referto | Dinamo Bucarest |  |

| Bucarest 18 ottobre 2025, ore 17:00 EEST 13ª giornata | Dinamo Bucarest | – referto | Rapid Bucarest | Stadio Arcul de Triumf |

| 25 ottobre 2025, ore 17:00 EEST 14ª giornata | Argeș Pitești | – referto | Dinamo Bucarest |  |

| Bucarest 1 novembre 2025, ore 17:00 EET 15ª giornata | Dinamo Bucarest | – referto | CFR Cluj | Stadio Arcul de Triumf |

##### Girone di ritorno
| Bucarest 8 novembre 2025, ore 17:00 EET 16ª giornata | Dinamo Bucarest | – referto | Csíkszereda | Stadio Arcul de Triumf |

| Botoșani 22 novembre 2025, ore 17:00 EET 17ª giornata | Botoșani | – referto | Dinamo Bucarest | Stadio Municipal Botoșani |

| Bucarest 29 novembre 2025, ore 17:00 EET 18ª giornata | Dinamo Bucarest | – referto | Oțelul Galați | Stadio Arcul de Triumf |

| Bucarest 6 dicembre 2025, ore 17:00 EET 19ª giornata | FCSB | – referto | Dinamo Bucarest | Arena Națională |

| Bucarest 13 dicembre 2025, ore 17:00 EET 20ª giornata | Dinamo Bucarest | – referto | Metaloglobus | Stadio Arcul de Triumf |

| Arad 20 dicembre 2025, ore 17:00 EET 21ª giornata | UTA Arad | – referto | Dinamo Bucarest | Stadio Francisc von Neuman |

| Bucarest 17 gennaio 2026, ore 17:00 EET 22ª giornata | Dinamo Bucarest | – referto | U Cluj | Stadio Arcul de Triumf |

| Sibiu 24 gennaio 2026, ore 17:00 EET 23ª giornata | Hermannstadt | – referto | Dinamo Bucarest | Stadio Municipal Sibiu |

| Bucarest 31 gennaio 2026, ore 17:00 EET 24ª giornata | Dinamo Bucarest | – referto | Petrolul Ploiești | Stadio Arcul de Triumf |

| Ovidiu 4 febbraio 2026, ore 17:00 EET 25ª giornata | Farul Costanza | – referto | Dinamo Bucarest | Stadio Viitorul |

| Bucarest 7 febbraio 2026, ore 17:00 EET 26ª giornata | Dinamo Bucarest | – referto | U Craiova | Stadio Arcul de Triumf |

| Bucarest 14 febbraio 2026, ore 17:00 EET 27ª giornata | Dinamo Bucarest | – referto | Unirea Slobozia | Stadio Arcul de Triumf |

| Bucarest 21 febbraio 2026, ore 17:00 EET 28ª giornata | Rapid Bucarest | – referto | Dinamo Bucarest | Stadio Rapid-Giulești |

| Bucarest 28 febbraio 2026, ore 17:00 EET 29ª giornata | Dinamo Bucarest | – referto | Argeș Pitești | Stadio Arcul de Triumf |

| Cluj-Napoca 7 marzo 2026, ore 17:00 EET 30ª giornata | CFR Cluj | – referto | Dinamo Bucarest | Stadio Constantin Rădulescu |

## Statistiche

### Statistiche di squadra
Statistiche aggiornate al 5 agosto 2025 (Liga I esclusa).
| Competizione  | Competizione  | Punti | In casa | In casa | In casa | In casa | In casa | In casa | In trasferta | In trasferta | In trasferta | In trasferta | In trasferta | In trasferta | Totale | Totale | Totale | Totale | Totale | Totale | DR |
| Competizione  | Competizione  | Punti | G       | V       | N       | P       | Gf      | Gs      | G            | V            | N            | P            | Gf           | Gs           | G      | V      | N      | P      | Gf     | Gs     | DR |
| ------------- | ------------- | ----- | ------- | ------- | ------- | ------- | ------- | ------- | ------------ | ------------ | ------------ | ------------ | ------------ | ------------ | ------ | ------ | ------ | ------ | ------ | ------ | -- |
| Liga I        | Prima fase    |       |         |         |         |         |         |         |              |              |              |              |              |              |        |        |        |        |        |        |    |
| Cupa României | Cupa României | -     |         |         |         |         |         |         |              |              |              |              |              |              |        |        |        |        |        |        |    |
| Totale        | Totale        | -     |         |         |         |         |         |         |              |              |              |              |              |              |        |        |        |        |        |        |    |

### Andamento in campionato

#### Prima fase
| Giornata  | 1 | 2 | 3  | 4 | 5 | 6 | 7 | 8 | 9 | 10 | 11 | 12 | 13 | 14 | 15 | 16 | 17 | 18 | 19 | 20 | 21 | 22 | 23 | 24 | 25 | 26 | 27 | 28 | 29 | 30 |
| --------- | - | - | -- | - | - | - | - | - | - | -- | -- | -- | -- | -- | -- | -- | -- | -- | -- | -- | -- | -- | -- | -- | -- | -- | -- | -- | -- | -- |
| Luogo     | T | C | T  | C | T | C | T | C | T | C  | T  | T  | C  | T  | C  | C  | T  | C  | T  | C  | T  | C  | T  | C  | T  | C  | C  | T  | C  | T  |
| Risultato | N | N | P  | V | V | N |   |   |   |    |    |    |    |    |    |    |    |    |    |    |    |    |    |    |    |    |    |    |    |    |
| Posizione | 4 | 8 | 13 | 6 | 5 | 6 |   |   |   |    |    |    |    |    |    |    |    |    |    |    |    |    |    |    |    |    |    |    |    |    |

Legenda:

Luogo: C = Casa; T = Trasferta. Risultato: V = Vittoria; N = Pareggio; P = Sconfitta.

### Statistiche dei giocatori
Sono in corsivo i calciatori che hanno lasciato la società a stagione in corso.
Statistiche aggiornate al 5 agosto 2025 (Liga I esclusa).
| Giocatore     | Liga I   | Liga I | Liga I      | Liga I     | Cupa României | Cupa României | Cupa României | Cupa României | Totale   | Totale | Totale      | Totale     |
| Giocatore     | Presenze | Reti   | Ammonizioni | Espulsioni | Presenze      | Reti          | Ammonizioni   | Espulsioni    | Presenze | Reti   | Ammonizioni | Espulsioni |
| ------------- | -------- | ------ | ----------- | ---------- | ------------- | ------------- | ------------- | ------------- | -------- | ------ | ----------- | ---------- |
| A. Abdallah   | 1        | 0      | 0           | 0          | 0             | 0             | 0             | 0             | 1        | 0      | 0           | 0          |
| D. Armstrong  | 0        | 0      | 0           | 0          | 0             | 0             | 0             | 0             | 0        | 0      | 0           | 0          |
| L. Bărbulescu | 0        | 0      | 0           | 0          | 0             | 0             | 0             | 0             | 0        | 0      | 0           | 0          |
| K. Boateng    | 0        | 0      | 0           | 0          | 0             | 0             | 0             | 0             | 0        | 0      | 0           | 0          |
| A. Bordușanu  | 0        | 0      | 0           | 0          | 0             | 0             | 0             | 0             | 0        | 0      | 0           | 0          |
| A. Caragea    | 0        | 0      | 0           | 0          | 0             | 0             | 0             | 0             | 0        | 0      | 0           | 0          |
| C. Cîrjan     | 0        | 0      | 0           | 0          | 0             | 0             | 0             | 0             | 0        | 0      | 0           | 0          |
| D. Epassy     | 0        | 0      | 0           | 0          | 0             | 0             | 0             | 0             | 0        | 0      | 0           | 0          |
| Y. Găgeatu    | 0        | 0      | 0           | 0          | 0             | 0             | 0             | 0             | 0        | 0      | 0           | 0          |
| E. Gnahoré    | 0        | 0      | 0           | 0          | 0             | 0             | 0             | 0             | 0        | 0      | 0           | 0          |
| J. Ikoko      | 0        | 0      | 0           | 0          | 0             | 0             | 0             | 0             | 0        | 0      | 0           | 0          |
| A. Ionică     | 0        | 0      | 0           | 0          | 0             | 0             | 0             | 0             | 0        | 0      | 0           | 0          |
| M. Karamoko   | 0        | 0      | 0           | 0          | 0             | 0             | 0             | 0             | 0        | 0      | 0           | 0          |
| C. Kyriakou   | 0        | 0      | 0           | 0          | 0             | 0             | 0             | 0             | 0        | 0      | 0           | 0          |
| C. Licsandru  | 0        | 0      | 0           | 0          | 0             | 0             | 0             | 0             | 0        | 0      | 0           | 0          |
| A. Mărginean  | 0        | 0      | 0           | 0          | 0             | 0             | 0             | 0             | 0        | 0      | 0           | 0          |
| C. Mihai      | 0        | 0      | 0           | 0          | 0             | 0             | 0             | 0             | 0        | 0      | 0           | 0          |
| G. Milanov    | 0        | 0      | 0           | 0          | 0             | 0             | 0             | 0             | 0        | 0      | 0           | 0          |
| A. Musi       | 0        | 0      | 0           | 0          | 0             | 0             | 0             | 0             | 0        | 0      | 0           | 0          |
| D. Oncescu    | 0        | 0      | 0           | 0          | 0             | 0             | 0             | 0             | 0        | 0      | 0           | 0          |
| R. Opruț      | 0        | 0      | 0           | 0          | 0             | 0             | 0             | 0             | 0        | 0      | 0           | 0          |
| R. Pașcalău   | 0        | 0      | 0           | 0          | 0             | 0             | 0             | 0             | 0        | 0      | 0           | 0          |
| S. Perica     | 0        | 0      | 0           | 0          | 0             | 0             | 0             | 0             | 0        | 0      | 0           | 0          |
| A. Pop        | 0        | 0      | 0           | 0          | 0             | 0             | 0             | 0             | 0        | 0      | 0           | 0          |
| A. Roșca      | 0        | 0      | 0           | 0          | 0             | 0             | 0             | 0             | 0        | 0      | 0           | 0          |
| M. Sivis      | 0        | 0      | 0           | 0          | 0             | 0             | 0             | 0             | 0        | 0      | 0           | 0          |
| C. Soare      | 0        | 0      | 0           | 0          | 0             | 0             | 0             | 0             | 0        | 0      | 0           | 0          |
| A. Soro       | 0        | 0      | 0           | 0          | 0             | 0             | 0             | 0             | 0        | 0      | 0           | 0          |
| A. Stoian     | 0        | 0      | 0           | 0          | 0             | 0             | 0             | 0             | 0        | 0      | 0           | 0          |
| N. Stoinov    | 0        | 0      | 0           | 0          | 0             | 0             | 0             | 0             | 0        | 0      | 0           | 0          |
| A. Tabuncic   | 0        | 0      | 0           | 0          | 0             | 0             | 0             | 0             | 0        | 0      | 0           | 0          |